# Bob Simon
Robert David (Bob) Simon  (29 de mayo de 1941 – 11 de febrero de 2015) fue un historiador, escritor, corresponsal de guerra y periodista estadounidense. 
Fue corresponsal de televisión para la cadena CBS News y del programa 60 Minutos. Durante su carrera periodística de más de cincuenta años cubrió diversos eventos de guerra entre los cuales figuran la guerra de Yom Kippur en 1973, las protestas estudiantiles de la Plaza de Tiananmén de 1989 y la guerra del Golfo Pérsico de 1991, en la que fue capturado y hecho prisionero de guerra en Irak durante cuarenta días. Esta última experiencia le hizo escribir el libro Forty Days, por su título en inglés.

## Datos biográficos
Simon nació de una familia judía en el condado de Bronx, Nueva York. En 1962, se graduó con honores Phi Beta Kappa de la  Universidad Brandeis en la especialidad de historia. De 1964 a 1967, Simon trabajó para el servicio exterior estadounidense. De 1969 a 1971, se desempeñó para la cadena televisiva CBS News en Londres. De 1971 a 1977, actuó en la oficina de Saigón para la misma emisora como corresponsal de guerra durante el conflicto vietnamita. De 1977 a 1981, fue designado por la CBS News a su oficina deTel Aviv.
Más tarde, en 1991 durante los días iniciales de la guerra del Golfo, Simon y su equipo de la CBS fue capturado por fuerzas iraquíes y permanecieron confinados 40 días en una prisión de guerra. Él mismo dijo después que había sido un error y un descuido de parte de ellos el cruzar la frontera. Hizo la crónica de esta experiencia en su libro Forty Days.
En 1996 Simon se unió al equipo 60 Minutes como corresponsal. Su cobertura de innumerables y sonados eventos internacionales le valieron más de 40 reconocimientos oficiales.
Después de todas sus peripecias internacionales y de los riesgos inherentes a su ocupación como corresponsal de guerra en los que incurrió en muchas ocasiones saliendo siempre bien librado, terminó sus días a los 73 años en un accidente automovilístico en la ciudad de Nueva York en la que nació y vivió.

## Reconocimientos
Simon ganó tres premios Peabody y 27 premios Emmy. Recibió en cuatro ocasiones el premio del Overseas Press Club y  también el Premio Edward Weintal otorgado por la Universidad de Georgetown, este último por sus reportajes sobre política internacional y diplomacia.